# Aleksandr Prójorov
Aleksandr Mijáilovich Prójorov (ruso: Александр Михайлович Прохоров) (11 de julio de 1916 - 8 de enero de 2002) fue un físico soviético nacido en Australia.
Nació en Atherton, Queensland, de una familia de inmigrantes rusos. Sus padres volvieron a la Unión Soviética en 1923.
Tras graduarse en 1939 en la Universidad de Leningrado (actualmente San Petersburgo), comenzó su carrera en el Instituto de Física de Moscú dependiente de la Academia de Ciencias de la URSS, centro del que fue subdirector en la década de los setenta.
En junio de 1941, empezó su servicio en el Ejército Rojo. Participó en la Segunda Guerra Mundial y fue herido dos veces. Después de su segunda herida en 1944, fue desmovilizado.
Prójorov (también conocido como Alexander Prochorow, dependiendo del sistema de deletreo) fue físico y profesor en la Universidad Estatal de Moscú. En 1964 compartió el Premio Nobel de Física con Nikolái Básov y Charles Hard Townes, por su trabajo pionero en lásers y masers. Fue editor en jefe de la Gran Enciclopedia Soviética desde 1969. Desde 1973 y hasta 2001 Prójorov fue presidente del Instituto de Física y Tecnología de Moscú.
Murió en Moscú. Después de su muerte el "Instituto de Física General de la Academia Rusa de Ciencias" fue renombrado como "A. M. Prójorov Instituto de Física General de la Academia de Ciencias de Rusia".

## Libros
- A.M. Prokhorov (Editor in Chief), J.M. Buzzi, P. Sprangle, K. Wille.Coherent Radiation Generation and Particle Acceleration, 1992, ISBN 0-88318-926-7. Research Trends in Physics series published by the American Institute of Physics Press (presently * Springer, New York)
- V. Stefan and A. M. Prokhorov (Editors) Diamond Science and Technology Vol 1: Laser Diamond Interaction. Plasma Diamond Reactors (Stefan University Press Series on Frontiers in Science and Technology) 1999 ISBN 1-889545-23-6.
- V. Stefan and A. M. Prokhorov (Editors). Diamond Science and Technology Vol 2 (Stefan University Press Series on Frontiers in Science and Technology) 1999 ISBN 1-889545-24-4.